# استال

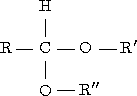

استال Acetal، مولکولی با دو پیوند یگانه با دو اکسیژن است که به دو اتم کربن دیگر پیوسته‌است. استال همان کتال است که به جای داشتن گروه R یک گروه H- مانند شکل زیردارد.
در مهندسی «پلی استال» به معنی پلی اکسی متیلن می‌باشد که یک پلاستیک مهندسی با گروه‌های استال است.
تشکیل استال از راه پروتونه(پروتون‌دار) کردن گروه هیدروکسیلِ همی‌استال و از دست دادن آب است.
یون اکسونیم پدیدآمده به سرعت به یک مولکول الکل حمله می‌کند. الکل یک پروتون از دست داده و استال آن را می‌گیرد. هرچند که استال‌ها پایدارتر از همی‌استال هستند ولی تشکیل آن‌ها به سبب وجود استرها برگشت‌پذیر است.